# Karel Verschuur
Karel Roelof Verschuur (Wageningen, 15 april 1919 – Bloemendaal, 6 juni 1944) was een Nederlandse kunstschilder, en verzetsstrijder in de Tweede Wereldoorlog.

## Levensloop
Verschuur was de zoon van Roelof Verschuur, lector aan de Landbouwhogeschool, en Theodora Elisabeth Vollmer. Hij werkte op het moment dat de Tweede Wereldoorlog uitbrak als kunstschilder in Den Haag en Velsen. Hij keerde in juni september 1940 terug in Wageningen, waar hij betrokken raakte bij de Ordedienst. Hij stond ook in contact met de broers Jacobus en Willem Westland die in Wageningen en omgeving een hotel en meerdere bioscopen bezaten. Via hun contacten in Amsterdam hielpen zij joden onderduiken. Verschuur ondersteunde hen daarin.
De OD was een organisatie die vooral bestond uit Nederlandse militairen die zich voorbereidden om het vacuüm dat zou ontstaan na een Duitse nederlaag in te vullen. In tegenstelling tot veel OD-afdelingen pleegde de OD-groep in Wageningen wel actief verzet. Op 9 maart 1943 werd de Wageningse NSB-politiecommissaris Willem Marinus Versteeg beschoten, maar de kogels troffen geen doel. De Sicherheitsdienst ontdekte Verschuurs betrokkenheid bij de aanslag en hij moest onderduiken. 
Verschuur week uit naar de Achterhoek. Daar raakte hij betrokken bij de knokploeg-Aalten die onder leiding van Kees Ruizendaal stond. Verschuur koerierde, bereidde overvallen op distributiekantoren voor en was betrokken bij (pogingen tot) liquidaties, bijvoorbeeld op twee beruchte leden van het Kontrollkommando in Eibergen, die als taak hadden mannen op te sporen die zich onttrokken aan de arbeidsinzet.
De V-Mann Willy Markus infiltreerde begin 1944 in de verzetskring rondom Ruizendaal. Op 20 april 1944 werd het grootste deel van de regionale verzetsorganisatie in een klap opgerold, waarbij Ruizendaal de dood vond. Markus had Verschuur nooit ontmoet, maar wist dat deze bij zijn oom in Utrecht zat ondergedoken en naar Engeland wilde vertrekken. In opdracht van zijn mentor Johnny de Droog bezocht Markus hem op 21 april en deed zich voor als verzetsman. Hij liet weten Verschuur te kunnen helpen. De volgende dag vertrokken zij per trein. Engeland was niet de eindbestemming; Verschuur werd aangehouden op station 's-Hertogenbosch.
In Kamp Vught werd Verschuur herenigd met de andere verzetsleden uit de Achterhoek. Op 6 juni 1944 werd hij geëxecuteerd in de Kennemer duinen bij Bloemendaal, samen met 28 anderen, waaronder de broers Willem en Jacobus Westland.